# Elébico
Elébico (em latim: Ellebichus; em grego: Ελλέβιχος; romaniz.: Ellébichos) foi um oficial romano do século IV que esteve ativo durante o reinado do imperador Teodósio I (r. 378–395).

## Vida
Nada se sabe do parentesco de Elébico, exceto que teve uma filha. Ele exerceu a função de mestre dos soldados do Oriente entre 383-388, talvez em sucessão a Ricomero. Nos primeiros anos de ofícios foi destinatário de cartas de Libânio e Gregório de Nazianzo e se sabe que construiu termas e uma mansão em Antioquia. Também foi tema de um panegírico de Libânio. Em 387, foi nomeado com o mestre dos ofícios Cesário para investigar as revoltas populares em Antioquia. Em 388, foi chamado à Constantinopla e lá recebeu mais algumas cartas de Libânio, uma delas pedindo que ajudasse o candidato Talássio ao senado.